# Cortina (Tango)
Eine Cortina (span.: Vorhang) ist ein kurz angespieltes, nicht tanzbares Musikstück. Sie wird auf Milongas, den Tanzveranstaltungen des Tango Argentino, als Pause zur Abgrenzung zwischen zwei Tandas und zum Räumen der Tanzfläche eingesetzt.
Oft wechselt im Anschluss an die Cortina der Musikstil, zum Beispiel von einem Tangoblock zu einer Milonga-Tanda oder zu einer Vals-Tanda.
Die Dauer einer Cortina liegt im Bereich von 30 bis 60 Sekunden. Gerne wird ein Fragment Jazz-, Pop- oder Folklore-Musik gespielt. Zu besonderen Anlässen wie Silvester, Karneval, Valentinstag, Halloween, Tanz in den Mai etc. wird manchmal eine passende Cortina-Musik eingesetzt. Hierbei ist der Unterschied von DJ zu DJ groß.
Neben der Abgrenzung verschiedener Tandas dient die Cortina dazu, den Tanzboden zu räumen, Tanzpaare zu trennen. Die Fläche füllt sich erst wieder zur nächsten Tanda. In Buenos Aires ist dies die Regel. In Europa kommt es vor, dass Paare sich nicht trennen, also mehrere Tandas hintereinander gemeinsam tanzen. Jedenfalls kann eine Cortina immer genutzt werden, um ein gemeinsames Tanzen auf höfliche Art zu beenden und um die Tanzpartnerin, bzw. den Tanzpartner zu wechseln.
Nach einer Cortina bilden sich neue Tanzpaare. In Buenos Aires und auch auf traditionellen europäischen Milongas geschieht dies per Cabeceo, das heißt durch non-verbale Aufforderung mittels Blickkontakt und Kopfbewegung. Die neuen Paare treffen sich dann direkt auf der Tanzfläche.